# 玄太郎
玄 太郎 (げん たろう、1948年1月28日 - )は、日本の漫画家。『マネーハンター』、『男!日本海』などで知られる。

## 来歴
鳥取県鳥取市に産まれる。
鳥取県立鳥取商業高等学校へ進学。同級生に谷口ジローがいる。
高校卒業後、1966年に富士銀行に入行。勤務と並行して東京経済大学に入学する。銀行の得意先だった漫画家と親しくなり、その漫画家の仕事場を見せてもらっているうちに、独学で漫画家を志すようになる。勤務先であった富士銀行四谷支店に近かったという理由で檸檬社に原稿を持ち込んでデビューする。1973年には銀行を退職して漫画家専業となった。
『週刊漫画サンデー』（実業之日本社）で横溝正史の由利麟太郎シリーズから「蜘蛛と百合」、「カルメンの死」を漫画化したものを発表する。横溝作品の漫画化はこの他「鬼火」、「蔵の中」がある。
1984年より『ビックコミックオリジナル』（小学館）で『マネー・ハンター』の連載を開始。経済コミックのジャンルを確立すると共に第一人者となる。
1990年代に入り『週刊漫画ゴラク』（日本文芸社）から依頼され、経済モノの『Mr.ビジネス』の連載を行うが、雑誌の読者層と合っていない、バブル崩壊で社会全体が暗く落ち込んでいるのもあり、ストレートな欲望をテーマに明るく笑える作品をと『男!日本海』の連載を始める。

## 作品
- 企業戦士デパートメント
- マネー・ハンター
- 野望の帝国
- 男のシナリオ
- 妖魔魍魎花伝
- ひと目でわかるコミック版　冠婚葬祭
- 東京騎士
- Mr.ビジネス 企業戦士の流通革命
- 男!日本海
- 陰陽児来たる
- 棘 おどろ
- 神棒たまらん